# 瓦勒德特拉韦尔
瓦勒德特拉韦尔（Val-de-Travers）是瑞士的市镇，位於該國西部，由納沙泰爾州負責管轄，面積124.91平方公里，一半土地是森林，海拔高度737米，2018年人口10,668，人口密度每平方公里85人。
瓦勒德特拉韦尔成立於2009年，由9個市鎮合併而來。

## 外部連結
- Boveresse在線上《瑞士歷史辭典》中的德文、法文或版詞條。